# سرخس مقدس (سرده)
سرخس مقدس، سرخس سپری (نام علمی: Polystichum) نام یک سرده از تیره نرسرخسیان است.